# آملودیپین/آتورواستاتین
آملودیپین/آتورواستاتین که با نام تجاری Caduet  فروخته می‌شود، یک داروی ترکیبی با دوز ثابت برای درمان کلسترول بالا و فشار خون بالا است. حاوی استاتین و مسدود کننده کانال کلسیم است.  

## جامعه

### نام‌های تجاری
آملودیپین/آتورواستاتین با نام تجاری Caduet در ایالات متحده، استرالیا و روسیه و Envacar در فیلیپین به بازار عرضه می‌شود.  
در برخی کشورها Caduet توسط ویاتریس پس از جدا شدن Upjohn از Pfizer به بازار عرضه می‌شود.   